# Tornocrusus
Tornocrusus is een geslacht van wantsen uit de familie van de Aenictopecheidae. Het geslacht werd voor het eerst wetenschappelijk beschreven door Kritsky in 1977.

## Soorten
Het genus bevat de volgende soorten:

- Tornocrusus aguilari (Villiers, 1978)
- Tornocrusus browni Wygodzinsky & Schmidt, 1991
- Tornocrusus incaicus Wygodzinsky & Schmidt, 1991
- Tornocrusus lattini Stys & Banar, 2008[3]
- Tornocrusus occidentalis Wygodzinsky & Schmidt, 1991
- Tornocrusus penai Wygodzinsky & Schmidt, 1991
- Tornocrusus sturmi Wygodzinsky & Schmidt, 1991
- Tornocrusus stysi Kritsky, 1977
- Tornocrusus venezolanus Wygodzinsky & Schmidt, 1991